# Wild Bill Davis

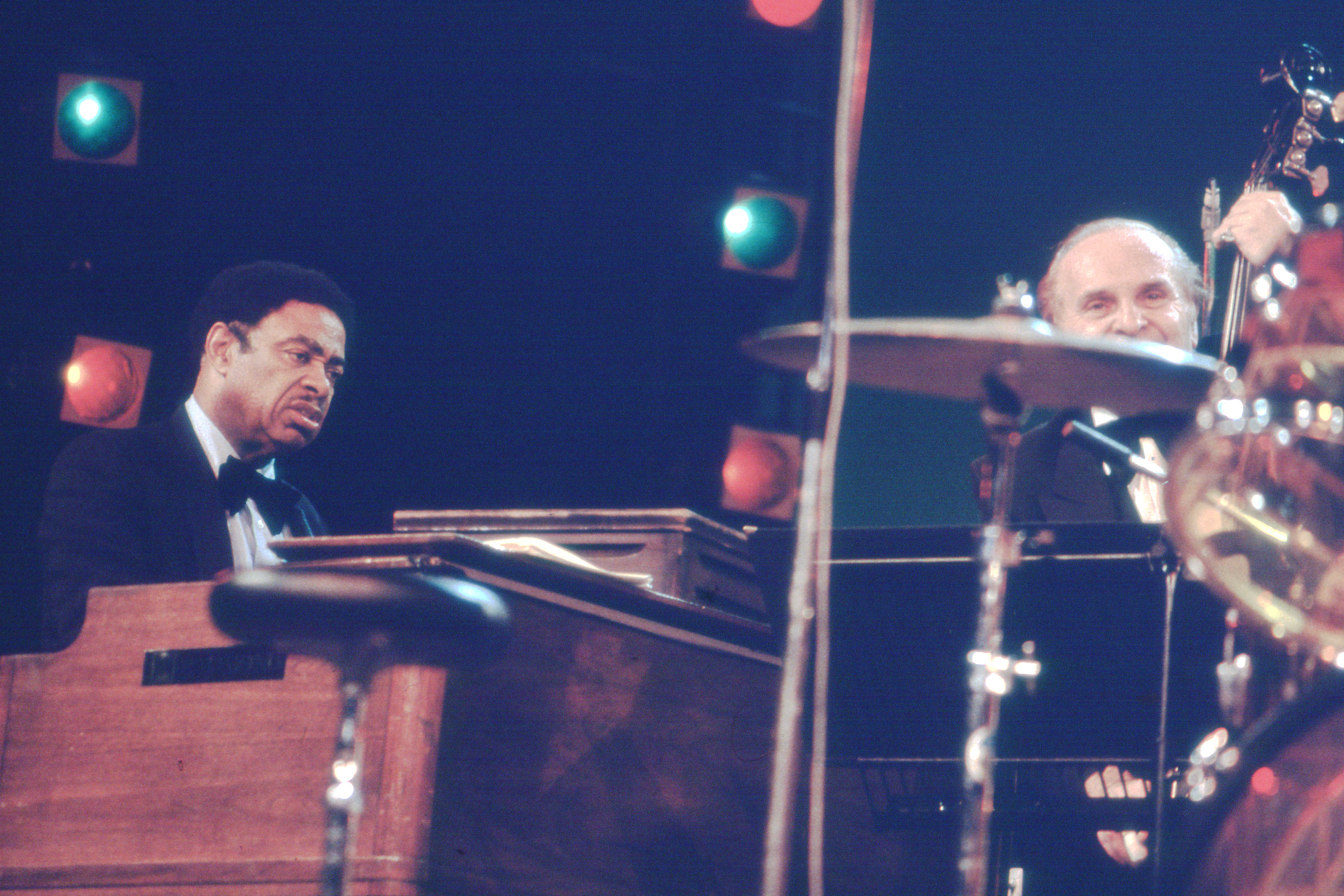
Wild Bill Davis und Chubby Jackson während eines Auftritts beim North Sea Jazz Festival (1979)

Wild Bill Davis  (eigentlich  William Strethen Davis)  (* 24. November 1918 in Glasgow, Missouri; † 17. August 1995 in Moorestown in New Jersey) war ein US-amerikanischer Jazz-Organist, Pianist und Arrangeur.

## Leben und Wirken
Wild Bill Davis spielte Klavier und Gitarre und arrangierte bei Milt Larkins 1940. Von 1945 bis 1947 spielte er Klavier bei Louis Jordans Tympany Five. Er spezialisierte sich 1949 auf die Hammondorgel, war 1951 erstmals als Solist auf diesem Instrument tätig in einem eigenen Trio mit dem Gitarristen Bill Jennings und dem Schlagzeuger Chris Columbus. Davis wurde in den 1950er Jahren einer der Wegbereiter der Hammondorgel als bedeutendes Jazzinstrument und inspirierte unter anderem Count Basie, sich für dieses Instrument zu interessieren. Sein Trioarrangement des Titels April in Paris liegt der bekannten Einspielung von Count Basie 1955 zugrunde.
Unter seinen eigenen zahlreichen Trio-Aufnahmen sind Things Ain´t What They Used To be und Make No Mistake (1950) mit Duke Ellington und Jo Jones hervorzuheben. Außerdem machte Davis Plattenaufnahmen mit Ray Brown und Milt Jackson, mit Ella Fitzgerald, Johnny Hodges,  Gloria Lynne, Floyd Smith und Eddie „Cleanhead“ Vinson.
In den 1960er Jahren arbeitete Davis mit eigenen Bands, gleichzeitig nahm er mit
seinem  Freund Johnny Hodges Platten auf, spielte von 1969 bis 1971 nochmals bei Duke Ellington. In den 1970er Jahren nahm er für das Black & Blue Records Jazzlabel eine Anzahl Swingplatten auf, spielte auch mit Lionel Hampton, und erschien auf Festivals in den frühen 1990er Jahren.

## Diskografie (Auswahl)
- 1959: In The Groove! (Fresh Sound, 1959–1960) mit George Clarke, Bill Jennings, Grady Tate
- 1959: In The Mellow Tone (Fresh Sound, 1959–1960)
- 1986: Live at Swiss Radio Studio Zürich (Jazz Connaisseur) mit Clifford Scott, Dickie Thompson, Clyde Lucas
- 1987: 70th/30th Anniversary Live Concert  LP zusammen mit T. C. Pfeiler auf zwei Hammond B3 Orgeln.